# Dendrobium integrum
Dendrobium integrum är en orkidéart som beskrevs av Rudolf Schlechter. Dendrobium integrum ingår i släktet Dendrobium, och familjen orkidéer.

## Underarter
Arten delas in i följande underarter:
- D. i. integrum
- D. i. merianum